# Abū Ţayūr-e Yek
Abū Ţayūr-e Yek (persiska: ابو طیور یک) är en ort i Iran.   Den ligger i provinsen Khuzestan, i den centrala delen av landet, 500 km sydväst om huvudstaden Teheran. Abū Ţayūr-e Yek ligger 25 meter över havet och antalet invånare är 491.
Terrängen runt Abū Ţayūr-e Yek är mycket platt. Runt Abū Ţayūr-e Yek är det ganska tätbefolkat, med 144 invånare per kvadratkilometer. Närmaste större samhälle är Veys, 18,3 km söder om Abū Ţayūr-e Yek. Omgivningarna runt Abū Ţayūr-e Yek är i huvudsak ett öppet busklandskap.